# Розенкранц и Гилденстерн су мртви (филм)
Розенкранц и Гилденстерн су мртви (енгл. Rosencrantz & Guildenstern Are Dead) је црнохумористички филм из 1990. године, режисера и сценаристе Тома Стопарда, заснован на његовој сопственој позоришној представи. Као и представа, филм се фокусира на два мања лика из Шекспирове драме Хамлет, Розенкранца и Гилденстерна, који на захтев данског краља крећу на пут ка замку Елсинор. Главне улоге тумаче Гари Олдман као Розенкранц и Тим Рот као Гилденстерн, мада се кроз филм провлачи тема у којој многи ликови, укључујући и њих саме, нису сигурни ко је ко. У филму такође глуме Ричард Драјфус, Ијан Глен, Ијан Ричардсон, Доналд Стампер, Џоана Мајлс и Џоана Рот.
Филм је сниман у околини Загреба, као и у словеначком замку Брежице. Премијерно је приказан 5. септембра 1990. на Филмском фестивалу у Венецији, где је освојио награду Златни лав.

## Радња
Розенкранц и Гилденстерн путују на коњима ка Елсинору, размишљајући о судбини, сећањима и језику. Розенкранц проналази новчић који стално баца, а који увек пада на главу, због чега Гилденстерн закључује да нешто није у реду са стварношћу.
На путу сусрећу путујућу трупу трагичара, а током разговора са вођом трупе, мистериозно се премештају у саму радњу Хамлета у Елсинору. Лутају по замку, покушавајући да схвате шта се дешава слушајући делове Шекспирове драме. Краљ и краљица их моле да остану како би помогли да се утврди узрок меланхоличног стања краљевића Хамлета, и потенцијално, пронађе лек за његову тугу.
Док су ван сцена Хамлета, њих двојица проводе време покушавајући да разуме шта није у реду са краљевићем и шта се од њих очекује. Остатак филма прати радњу Шекспирове драме кад год су њих двојица „на сцени”, док ван „главне акције” остају оптерећени узалудним недоумицама и свакодневним неприликама. Ускоро трупа трагичара стиже на двор да изведе представу, као што је приказано у Шекспировој трагедији.
Вођа трупе их истовремено осуђује због напуштања њихове праве представе на путу, која не може постојати без публике, и објашњава нека правила и логику класичног писања и постављања заплета.
На крају, Розенкранц и Гилденстерн су послати у Енглеску, поново изван саме радње драме. Завршни део се одвија на броду за Енглеску, где читају писмо које треба да предају са Хамлетом – откривајући да је то наредба за његово погубљење. Одлучују да се праве да га нису прочитали. Хамлет мења писмо и (као што је приказано у Шекспировој драми) бежи током напада пиратског брода.
Розенкранц и Гилденстерн почињу да брину шта даље да раде сада када је Хамлет нестао, несвесни да је Хамлет изменио писмо тако да наређује њихово погубљење уместо сопственог. Вођа трупе завршава радњу читањем писма које осуђује Розенкранца и Гилденстерна на смрт. Гилденстерн, у покушају да се бори против судбине, убада вођу трупе његовим бодежом, али открива да је оружје само позоришни реквизит.
Приказују се смрти Офелије, Лаерта, Гертруде, Клаудија и Хамлета, а Розенкранц и Гилденстерн, коначно прихватајући своју судбину, бивају обешени. Филм се завршава сценом у којој трагичари пакују своју кола и настављају пут.

## Улоге
| Глумац         | Улога            |
| -------------- | ---------------- |
| Гари Олдман    | Розенкранц       |
| Тим Рот        | Гилденстерн      |
| Ричард Драјфус | глумац           |
| Ијан Глен      | краљевић Хамлет  |
| Ијан Ричардсон | Полоније         |
| Доналд Стампер | краљ Клаудије    |
| Џоана Мајлс    | краљица Гертруда |
| Џоана Рот      | Офелија          |
| Свен Медвешек  | Лаерт            |